# Medical Investigation
Medical Investigation is een Amerikaanse medische dramaserie die op 9 september 2004 op NBC begon. Er zijn 20 afleveringen gemaakt voordat de serie werd geannuleerd in 2005. USA Network begon met het uitzenden van herhalingen op 6 januari 2005. High defenition herhalingen van de serie werden door Universal HD uitgezonden. De serie werd geproduceerd door het voormalige Paramount Television (nu CBS Paramount Television) en NBC Universal Television Studio. Vanwege het gebrek aandacht aan de echte wereld wordt verondersteld dat de serie uiteindelijk geannuleerd is.
De serie gaat over een team van het National Institutes of Health die verschillende zaken onderzoekt betreft volksgezondheid, zoals plotselinge uitbarstingen van ernstige ziekten. Normaal worden medische zaken onderzocht door het Centers for Disease Control and Prevention en lokale gezondheidafdelingen, terwijl NIH hoofdzakelijk een ziekte-onderzoek en -theorieorganisatie is.

## Karakters
- Neal McDonough speelt Dr. Stephen Connor.
- Kelli Williams speelt Dr. Natalie Durant.
- Christopher Gorham speelt Dr. Miles McCabe.
- Troy Winbush speelt Frank Powell.
- Anna Belknap speelt Eva Rossi.